# Йосеф Хаим из Багдада
Йосеф Хаим из Багдада (1832—1909) (известен также под именем Бен-Иш Хай по названию своей книги) — главный раввин Багдада, каббалист и духовный лидер иракского еврейства. Признаётся ведущим галахическим авторитетом многими сефардскими общинами.

## Биография
Родился у рава Элияху сына рава Моше Хаима, главного раввина Багдада. До 10 лет учился в талмуд-торе, однако из-за своих выдающихся способностей оставил её и начал заниматься индивидуально со своим дядей, затем учился в главной багдадской иешиве «Бейт Злиха», во главе которой стоял рав Овадья (Абдалла) Сомех. В возрасте 14 лет впервые написал свой первый респонс. На выдающегося юношу обратил внимание глава иешивы и женил его на своей сестре. В 25 лет потерял отца и вскоре занял его место главного раввина Багдада. Рав Йосеф Хаим вскоре прославился как выдающий сефардский раввин поколения и получал письма с вопросами по галахе от всех сефардских общин. Каждый шаббат он давал трёхчасовую лекцию по недельной главе и по галахе. Собрание всех этих лекций было впоследствии собрано в книге «Бен иш хай». Перу рава Хаима также принадлежат разные пиюты (гимны), самый известный из которых: «Веамартем ко лехай», который поётся на Лаг ба-Омер. Бен-Иш Хай незадолго до смерти посетил Эрец-Исраэль, её основные общины и святые места. На Мироне он сочинил вышеупомянутый гимн. На могиле Бенаяху бен Йехояда провел несколько дней и почувствовал особый прилив сил в этом месте. Раввин Йосеф Хаим объяснил это тем, что его душа является перевоплощением души Бенаяху и с тех пор все свои книги решил назвать в честь него. Его прозвище Бен Иш Хай — тоже одно из прозвищ Бенаяху.
В Иерусалиме по его указанию вскоре были заложены основы иешивы Порат Йосеф, ставшей крупнейшей сефардской иешивой Эрец-Исраэль. Умер рав Хаим вскоре после посещения могилы пророка Йехезкеля, и его похороны вылились в многотысячное шествие, подобного которому давно не видел Багдад.

## Ученики
- Салман Элияху, отец рава Мордехая Элияху
- Ицхак Кадури

## Книги
- Бен Иш Хай-галахический кодекс законов Торы, составленный по недельным главам
- Бен Иш Хаиль
- Бен Иехояда